# Petrel-Station
Koordinaten: 63° 28′ 0″ S, 56° 17′ 0″ W

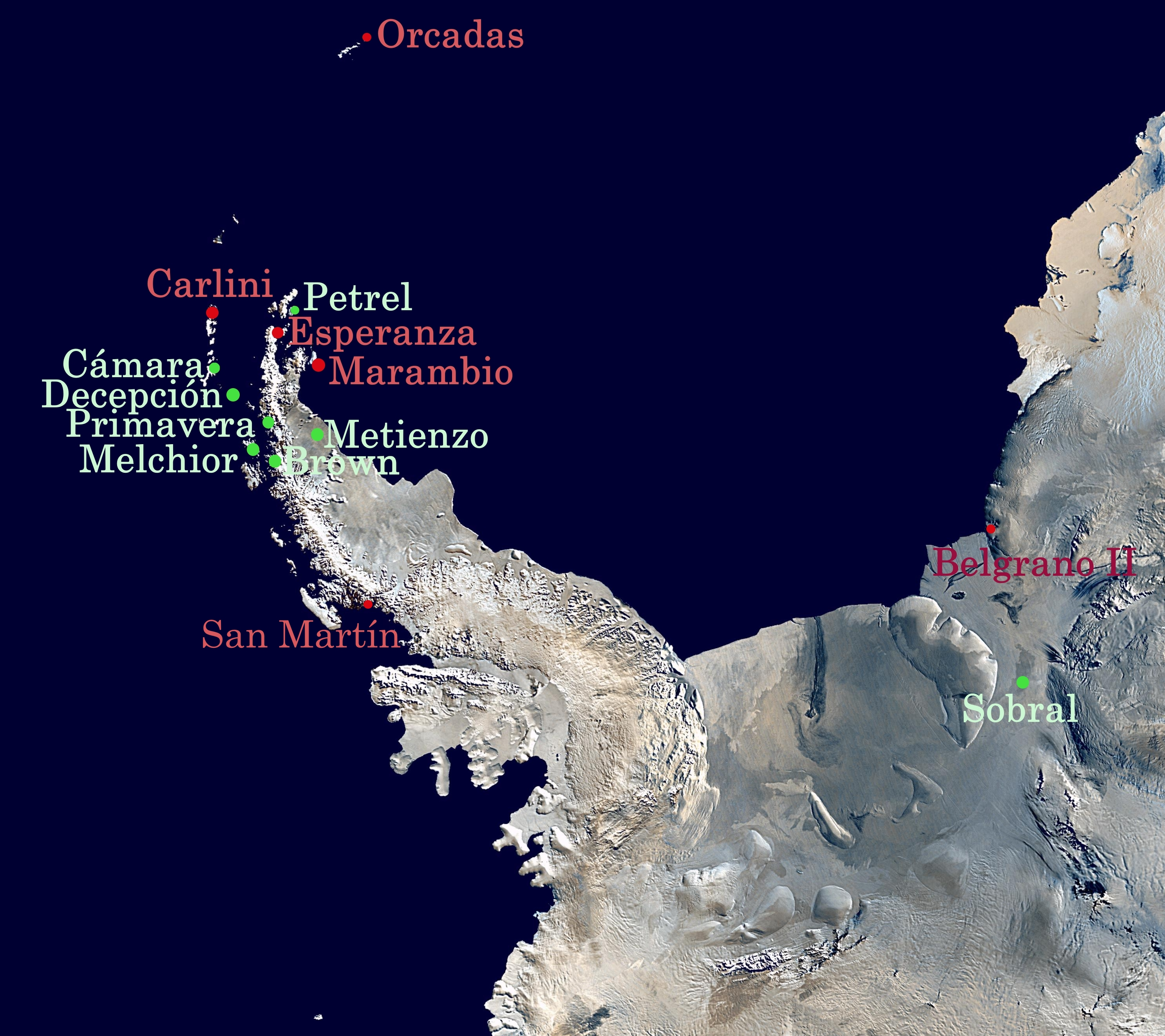
Argentinische Basen in der Antarktis

Die Petrel-Station (spanisch Base Petrel) ist eine argentinische Forschungsstation. Sie befindet sich auf der Dundee-Insel. Nach der Inbetriebnahme am 22. Februar 1967 wurde sie bis 1978 ganzjährig und danach als Sommerstation betrieben, und schließlich in der antarktischen Saison 1995/96 aufgegeben. 18 Meter über dem Meer  und auf Vulkangesteinuntergrund gelegen ist die nächstgelegene Basis die Esperanza-Station in der Hope Bay, 37 Kilometer entfernt. Der nächste Hafen ist Ushuaia (1357 Kilometer).